# Bundesstraße 70
Pour les articles homonymes, voir B70 et Route 70.
La Bundesstraße 70 (abrégé en B 70) est une Bundesstraße reliant Moormerland à Wesel.

## Localités traversées
- Moormerland
- Leer
- Papenburg
- Lathen
- Meppen
- Lingen
- Rheine
- Wettringen
- Ahaus
- Stadtlohn
- Borken
- Raesfeld
- Wesel